# Superunknown
Superunknown er Soundgardens fjerde studiealbum, og blev udgivet den 8. marts 1994.

## Numre
1. "Let Me Drown" (Chris Cornell) – 3:51
2. "My Wave" (Cornell, Kim Thayil) – 5:12
3. "Fell on Black Days" (Cornell) – 4:42
4. "Mailman" (Matt Cameron, Cornell) – 4:25
5. "Superunknown" (Cornell, Thayil) – 5:06
6. "Head Down" (Ben Shepherd) – 6:08
7. "Black Hole Sun" (Cornell) – 5:18
8. "Spoonman" (Cornell) – 4:06
9. "Limo Wreck" (Cameron, Cornell, Thayil) – 5:47
10. "The Day I Tried to Live" (Cornell) – 5:19
11. "Kickstand" (Cornell, Thayil) – 1:34
12. "Fresh Tendrils" (Cameron, Cornell) – 4:16
13. "4th of July" (Cornell) – 5:08
14. "Half" (Shepherd) – 2:14
15. "Like Suicide" (Cornell) – 7:01
16. "She Likes Surprises" (Cornell) – 3:17